# 214 Aschera
214 Aschera è un asteroide della fascia principale del diametro medio di circa 23,16 km. Scoperto nel 1880, presenta un'orbita caratterizzata da un semiasse maggiore pari a 2,6115705 UA e da un'eccentricità di 0,0293371, inclinata di 3,43273° rispetto all'eclittica.
Il suo nome è dedicato ad Asherah, nella mitologia assira, la dea della terra.